# キュクロープス (ルドン)
『キュクロープス』（フランス語: Le Cyclope）は、ギリシャ神話に登場するナーイアス（水辺の妖精）のガラテイアを愛するキュクロープスのポリュペーモスを描いた、オディロン・ルドンの絵である。1898年から1914年の間に描かれたとされている。

## 概要
神話における大部分のキュクロープスと同様に、ポリュペーモスは、獲物を狩って食べ尽くす野生の生き物、悪役として登場する。以前から、ポリュペーモスを題材とした作品はギュスターヴ・モローなどによって描かれていたが、ルドンは異なる新たなポリュペーモスの像を生み出した。
ルドンによるポリュペーモスは、恐ろしくない、受動的な生き物として描かれている。普通なら災厄であるはずの獣が、それまでのルドンの諸作品に見られるような、大きなひとつの眼で、やさしく見つめている姿で描かれる。ナーイアスであるガラテイアは、裸の無防備な姿で植物の上に横たわっているが、ポリュペーモスは、恥ずかしくてガラテイアの「あられもない」姿とじかに向かい合うことができず、岩山のかげに身を隠している。
ルドンは、主題の選択や美術的試みにおいて典型的な枠組にはまっていなかった。ポリュペーモスの一般的な表現からの逸脱は、彼の夢のようなスタイルと美術的規範からの逸脱に影響されたものであった。

## 印象主義者ルドン
『キュクロープス』は、その「色使いと点描の筆使い」に基づけば印象主義のカテゴリに当てはまるものの、当時のほかの印象主義の作品や画家とはその主題において著しく異なっている。
ルドンは、想像上の何がしかを描くことを選んだ。なるほど、ルドンは架空の事物とありえないような獣たちで満たされた「強烈な内的世界」に「憑かれて」いた。その情景は夢の世界から来たものだ。しかし、その色と表現は印象主義のセオリーに適合している。
ルドンは恥ずかしがりやで見たところ内向的なキュクロープスを「あたかもそれが眼前にあるかのように、題材にふさわしいと感じた雰囲気に調和する鮮やかな色相を、贅沢に、個性的に使いこなしながら」描いた。
キュクロープスは、自分のえじきとなったガラテイアを愛しているように思われ、彼女をきわめて慎重に保護する一方、同時に自身は彼女から身を隠し、彼女が気を遣わずに済むようにしている。
ルドンはしばしば、私的な現実を描く画家と評された。彼は「言葉にできないものを『描く』のみならず、呼び起こす」こともできると言われた。